# Rhinolophus luctus
Rhinolophus luctus es una especie de murciélago de la familia Rhinolophidae.

## Distribución geográfica
Se encuentra en Brunéi, Camboya, China, India, Indonesia, Laos, Malasia, Birmania, Nepal, Sri Lanka, Tailandia y Vietnam.